# Manrima
Manrima (kinesiska: 曼日玛) är en köping i nordvästra Kina. Den ligger i Maqu härad i den autonoma prefekturen Gannan för tibetaner i provinsen Gansu, omkring 310 kilometer sydväst om provinshuvudstaden Lanzhou. Antalet invånare är 7 282. Befolkningen består av 3 400 kvinnor och 3 882 män. Barn under 15 år utgör 29,0 %, vuxna 15-64 år 64 %, och äldre över 65 år 6,0 %.